# Chim Phí bay về cội nguồn (phim)
Chim Phí bay về cội nguồn là bộ phim video do hãng phim Giải Phóng sản xuất năm 2004 theo đơn đặt hàng của Cục Điện ảnh Việt Nam. Bộ phim được đạo diễn bởi Đặng Lưu Việt Bảo, kịch bản của nhà thơ Thảo Phương.

## Nội dung
Anh chàng Y'Prao trở về làng với cương vị bác sĩ, anh được gặp lại bạn gái thuở nhỏ là H'Linh, tình cảm của hai người cũng như việc chữa bệnh giúp dân làng của Y'Prao vấp phải sự cản trở của H'Len và các hủ tục.

## Vai diễn
- Y Kim vai Y'Prao
- H'Beya Hđớk vai H'Linh
- Amazốp vai Ama H'Len
- H'Rôn H'Đớk vai Mẹ H'linh
- Ama Đê vai Già làng
- Nary Niếkđam vạ Ma Lai H'Djai
- Y Thân vai Y'Na
- Ama Huệ vai Trưởng buôn
- Ấm Pur vai Thầy cúng
- H'Hoen vai H'Năng
- Văn Cảnh vai Lai
- H'Bỉa Kpơr vai Mẹ Y'Na
- H'Lan Khiêm vai Y'Toan
- Y Phong vai Y'Dham
- Ngọc Huy vai Việt
- Y Khêm Niếkđam vai Y'Prao lúc nhỏ
- H'Ra Hra vai H'Linh lúc nhỏ
- H'Mdi H'Đớk vai Mẹ H'Linh lúc nhỏ
- Y Em Vu vai Y'Sang
- Ngọc Trang vai Bố nuôi Y'Prao
- Ấm Toan Knul vai Đại diện nhà H'Linh
- Đoàn Ngọc Trang vai Đại diện nhà Y'Na
- H'Len, H'Vụ, H'Huệ, H'Ni vai Bạn H'Linh
- H'Ruinie, Thanh Thúy, H'Gen Eban vai Y tá

## Sản xuất
Bộ phim nằm trong chương trình Sản xuất phim phục vụ đồng bào các dân tộc và miền núi của Cục điện ảnh Việt Nam và do Hãng phim Giải Phóng nhận trách nhiệm sản xuất.

### Ý tưởng, kịch bản
Năm 1993, nhà thơ - nhà biên kịch Thảo Phương đọc được một bài báo về hủ tục của người dân tộc thiểu số ở Tây Nguyên, bà soạn đề cương kịch bản nộp lên lãnh đạo Hãng phim Giải Phóng. Phải đến năm 2003, kịch bản mới được hãng thông qua, Chim Phí bay về cội nguồn được thay đổi từ kịch bản cho dòng phim điện ảnh sang phim video.

### Bối cảnh
Từ ngày 10 tháng 6 năm 2004, đoàn làm phim của Hãng phim Giải Phóng đến một số địa phương thuộc tỉnh Đắk Lắk để tìm cảnh quay và tuyển diễn viên.
Bộ phim được bấm máy từ ngày 16 tháng 5 năm 2004.
Các diễn viên trong phim đều là người dân bản địa, không có kinh nghiệm diễn xuất. Diễn viên Y Kim đóng vai bác sĩ Y'Prao và cũng là người thể hiện ca khúc Chim Phí bay về cội nguồn trong phim.

## Phát hành
Bộ phim được Cục điện ảnh Việt Nam phát hành dưới hình thức chiếu lưu động, đồng thời phát sóng trên chương trình Điện ảnh chiều thứ bảy của trên kênh VTV3.

## Giải thưởng
| Năm  | Sự kiện                            | Hạng mục / đề cử               | Kết quả      | Nhận giải   | Chú thích   |
| ---- | ---------------------------------- | ------------------------------ | ------------ | ----------- | ----------- |
| 2004 | Liên hoan phim Việt Nam lần thứ 14 | Phim video xuất sắc            | Bông sen Bạc | (bộ phim)   | [ 4 ] [ 7 ] |
| 2004 | Liên hoan phim Việt Nam lần thứ 14 | Kịch bản xuất sắc (phim video) | Đoạt giải    | Thảo Phương | [ 4 ] [ 7 ] |